# Phrurolithus zhejiangensis
Phrurolithus zhejiangensis là một loài nhện trong họ Phrurolithidae.
Loài này thuộc chi Phrurolithus. Phrurolithus zhejiangensis được Da-xiang Song & Joo-Pil Kim miêu tả năm 1991.